# Vagin humain
Cet article concerne le vagin humain en particulier. Pour l'article général, voir Vagin.
Le vagin humain est l'organe féminin  de copulation chez l'Homo sapiens. Il appartient à l’appareil génital féminin.
Il est aussi au centre de plusieurs pratiques sexuelles, et représente dans certaines cultures un symbole, un objet artistique ou au contraire un tabou.

## Anatomie

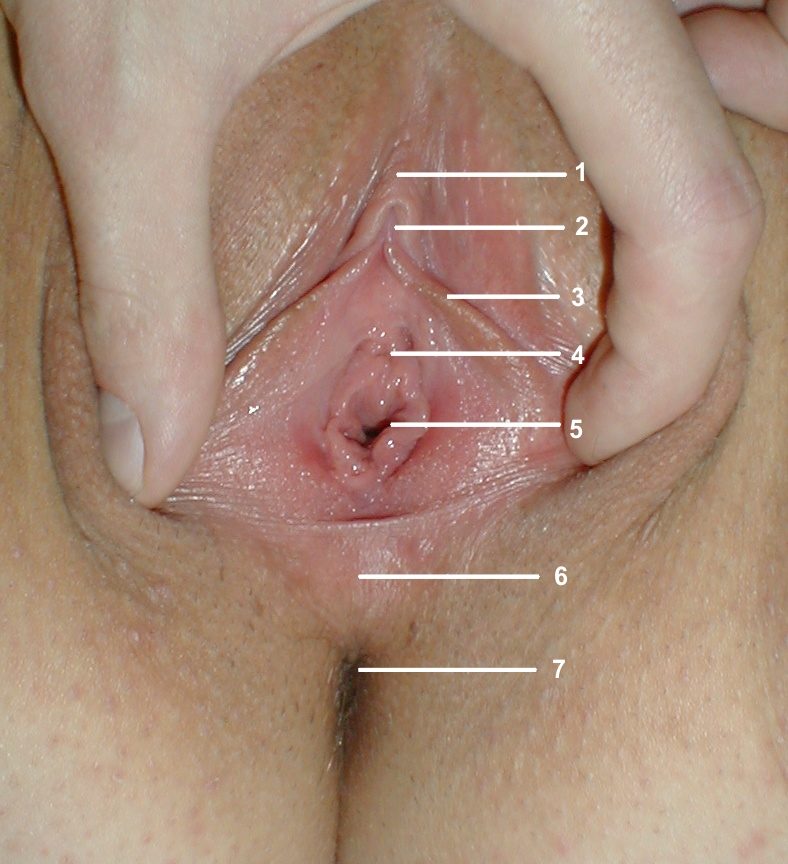
Vulve et orifice vaginal :
1. Capuchon du clitoris - 2. Clitoris - 3. Petites lèvres - 4. Méat urinaire - 5. Orifice vaginal - 6. Raphé du périnée - 7. Anus.

Le vagin est une des parties internes de l'appareil génital féminin.
À son sommet, le vagin rejoint l'utérus, formant un cul-de-sac (ou fornix). Le cul-de-sac vaginal entoure la partie inférieure de l'utérus qui fait saillie dans le vagin, le col de l'utérus. Le vagin a une longueur d'environ 8  à   10 cm,. La largeur du conduit vaginal peut varier d'une femme à l'autre, mais en général, elle est d'environ 2,5 à 4 cm de diamètre.
Le vagin est relié aux organes qui l'entourent (urètre, vessie, rectum et canal anal) par l'adventice du vagin, qui est une couche de tissu conjonctif.
Il communique avec l'extérieur par un orifice, l'ostium, qui débouche au niveau du vestibule de la vulve, en arrière de l'orifice urétral. L'ostium est quelquefois bordé d'un repli muqueux qui forme l'hymen.
La partie superficielle des parois de ce tube fibromusculaire est une muqueuse dont l'épithélium est de type stratifié pavimenteux non kératinisé. Comme toute muqueuse, la surface est naturellement humide. La muqueuse du vagin est en continuité avec celle du col de l'utérus.
Le muscle lisse est formé de deux couches, l'une circulaire externe et l'autre longitudinale interne, ce qui lui assure une grande élasticité.

## Physiologie
Les cellules basales de l'épithélium de la muqueuse, alimentées en sang, se reproduisent par division. Au fur et à mesure qu'elles s'éloignent du tissu conjonctif, pour rejoindre la surface de la muqueuse, ces cellules privées de sang se déshydratent, rétrécissent et durcissent, jusqu'à perdre leur jonctions cellulaires et desquamer. Une partie du glycogène de ces cellules est transformé en acide lactique par l'épithélium lui-même, une autre partie étant transformée en isomères de cet acide par la flore vaginale. Les cellules issues de la desquamation sont évacuées par les sécrétions vaginales.
La muqueuse est capable de se lubrifier lors de l'excitation sexuelle, par transsudation. Les facteurs à l'origine de l'intense érogénéité du vagin ne sont pas connus avec précision. L'érogénéité pourrait provenir soit :
- de l'innervation intrinsèque du vagin ;
- des parties internes du clitoris (qui entourent le conduit vaginal) ;
- d'autres structures connexes (sphincter de l'urètre, glandes de Skene, et au fascia de Halban) ;
- le col de l'utérus[5] ;
- d'une combinaison de ces possibilités.

Les structures connexes seraient le sphincter urétral, les glandes de Skene et le fascia de Halban. Ces deux dernières structures, et surtout le fascia de Halban, pourraient correspondre au controversé point G.
Il est aussi possible que la stimulation vaginale provoque une stimulation indirecte des structures internes du clitoris, qui entourent le vagin,. Dans ce cas, l'érogénéité du vagin proviendrait en fait de la stimulation indirecte du clitoris. Une étude récente par imagerie confirme que la pénétration dans le vagin entraîne des pressions et des mouvements de la partie interne du clitoris. Mais on ne peut pas conclure à partir de cette étude que les autres structures n'ont pas d'influence.
Comme il n'existe pas actuellement d'étude ayant comparé et évalué l'importance relative de ces différentes possibilités de l'érogénéité vaginale, il est difficile de conclure. Les seules certitudes sont que le clitoris interne est stimulé lors d'une pénétration et que le vagin possède des zones, le plus souvent sur sa paroi antérieure, dont la stimulation tactile est intensément érogène et peut conduire à l'orgasme.

## Sexualité
Le vagin joue un rôle important dans la reproduction. En particulier l'intromission du pénis, l'éjaculation et le dépôt du sperme dans le vagin sont des séquences cruciales.
Le vagin est un milieu acide, hostile aux spermatozoïdes, au contraire de l'utérus, milieu alcalin. Le vagin allié à l'utérus est une barrière mécanique aux spermatozoïdes et joue un rôle de sélection naturelle : une vive éjaculation et une concentration élevée de spermatozoïdes bien formés facilitent ainsi l'insémination de la femme. Le passage du col de l'utérus étant très étroit, le jaillissement du sperme par fortes saccades (les jets sont expulsés du pénis à 45 km/h environ) aide les spermatozoïdes à le traverser et à se disperser directement dans la cavité utérine. La partie de l'éjaculat qui se heurte contre le col reste au fond du vagin et est filtrée par la glaire cervicale. Les spermatozoïdes atypiques et mal formés y restent accrochés et leur ascension est empêchée par un effet hydrodynamique.

## Examens médicaux
En gynécologie, l'examen du vagin se pratique à l'aide d'un spéculum, puis par un toucher vaginal éventuellement complété d'un toucher rectal.
Afin de dépister les risques de cancer du col de l'utérus, il est possible de pratiquer un prélèvement de cellules de la muqueuse commune au vagin et au col, afin de pratiquer une cytologie vagino-cervicale.